# 温泉饅頭

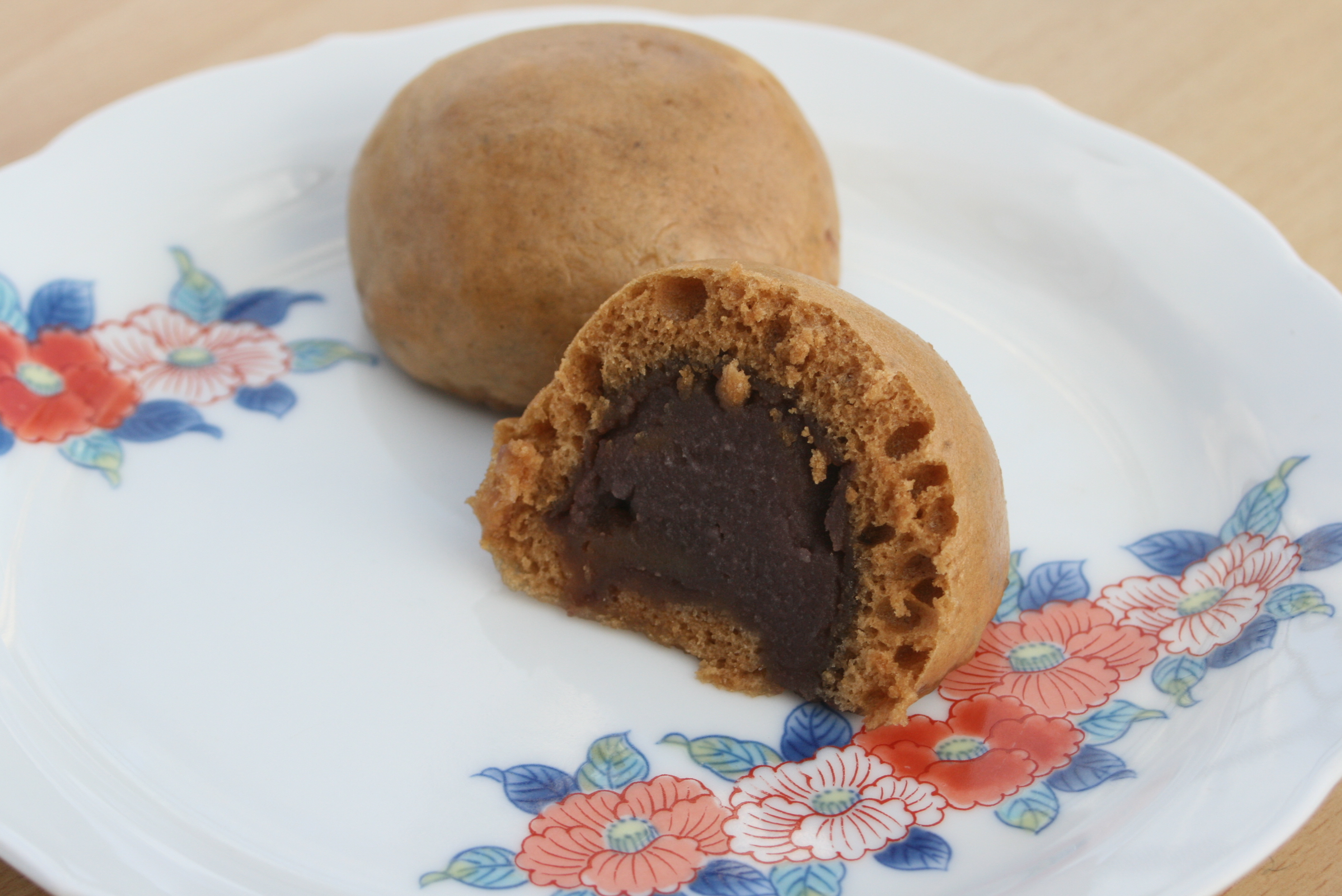
湯の花まんじゅう（群馬県・伊香保温泉）

温泉饅頭（おんせんまんじゅう）とは、温泉地で売られている饅頭のことである。

## 概要
生地に温泉水を使うこと、または蒸しの過程で、温泉の蒸気を使うことから付けられたとされるが、ふっくらした生地を作るのに適した重曹成分や、蒸しに適した高温の蒸気が確保できる温泉は限られており、多くは単なる土産物としての饅頭である。つまり、温泉地で作っているか、売っていれば「温泉饅頭」と呼ばれるようになった。
温泉地土産や旅館で出される茶菓子や土産菓子の定番品として定着しており、全国的には白や茶色の蒸し饅頭が主であるが、趣味の多様化に応える特徴的な商品も珍しくはない。

## 来歴
温泉饅頭の発祥は、群馬県の伊香保温泉の湯の色から来ているというのが定説だが、それ以前に類似のものがなかったという証拠はない。1910年（明治43年）に、伊香保電気軌道（現在廃線）の伊香保 - 渋川間が開業したとき、神奈川県の江ノ島電鉄へ視察に行った人が「片瀬饅頭」を買って帰り、伊香保で創業間もない団子屋「勝月堂」の初代・半田勝三に「湯の色をした独特の饅頭を作って、それを名物にしてみては如何なの?」と進言した。その半年後、黒糖を使い鉄分を含んだ茶褐色の伊香保独特の湯の色に似せた「湯乃花饅頭」が誕生した。
1934年（昭和9年）の陸軍特別大演習を視察するために群馬県に行幸した昭和天皇がそこで饅頭を大量に購入したことで全国へ評判が広がった。後に各温泉地に登場する饅頭が「温泉饅頭」と呼ばれ、茶褐色のものとなったのは、この伊香保の「湯乃花饅頭」に倣ったものとされている。
温泉地の名物となる菓子商品を開発する際に薄皮饅頭が注目され、その中の成功事例が全国普及を後押しをしたことは想像に難くない。発祥の地ともいわれる伊香保温泉では、源泉をイメージする色を与えるために源泉や湯の花を配合したこともあったが、良い結果が得られなかったために、入手が容易になりつつあった黒糖を使用したといわれている。
また、草津温泉では饅頭が売られている店が15店ほどあるが、その中で最老舗は1914年（大正3年）創業の「満充軒さいふ屋」で、昭和初期まで草津白根山麓の香草温泉の湯を生地に入れ、皮は薄い褐色を帯びていたとされる。
草津温泉の長寿庵は店頭で饅頭と茶を無料で配布し、試食に応じた客を店内に呼び込むという賑やかな手法をとることで有名である。
群馬県草津町としばしば間違われるという滋賀県草津市は2025年に地元和菓子店の和・菓ふぇotoの協力のもと「温泉ないまんじゅう」を開発した。白い皮に斜線が入った温泉マークの焼印を押し、「温泉地ではない方の草津」として認知度向上につなげる考えである。
発祥に関する他の説としては、福島県郡山市にある和菓子店の柏屋が作る薄皮饅頭がある。雑学事典でそのような記述が見られる。
温泉蒸気を用いて饅頭を製造した例は、江戸時代に熱海温泉の源泉の一つ「風呂の湯」で行われた記録が残る。ただし、土産物としてではなく主食としての製造である。
熱海温泉の延命堂は温泉蒸気で蒸して作る温泉饅頭の発祥の地であるという説がある。